# Verb–objekt–subjekt-språk
Ett verb–objekt–subjekt-språk (VOS-språk) är inom lingvistiken ett språk som har en grundordföljd där (predikats-)verbet (V) står först i satser, följt av objektet (O) och sedan subjektet (S).
Cirka 1,5 % av jordens språk är VOS-språk. Svenska är ett SVO-språk, men om det vore ett VOS-språk skulle meningen ”jag gillar dig” bli ”gillar dig jag”. Detta är en förhållandevis ovanlig typ av språk. Exempel på VOS-språk är gilbertesiska.